# Tata Pound
Tata Pound est un groupe de hip-hop malien constitué des trois rappeurs : Adama Mamadou Diarra (Djo Dama), Sidy Soumaoro (Ramses), et Mahamadou Dicko (Dixon). 

## Biographie
Le groupe démarre en 1995 par la victoire au premier concours de rap destiné aux rappeurs débutants « rap house ». En 2000, Tata Pound sort son premier album Rien ne va plus, suivi un an plus tard de Ni allah sonama.
Le groupe obtient en 2006 le Tamani du meilleur groupe de rap au Trophées de la musique au Mali.

## Discographie
- 2000 : Rien ne va plus
- 2001 : Ni allah sonama
- 2007 : 10 ans déjà
- 2008 : Chi kan koura
- 2006 : Révolution
- 2002 : Cikan (le message)
- 2011 : Lekece